# Yunus (sura)
Yunus (Giona) è la decima Sura del Corano, una sura meccana composta da 109 versetti. Questa sura prende il nome dal profeta Giona (Yunus), menzionato nel versetto 98, e si concentra su temi di fede, rivelazione divina, e le storie dei profeti per esortare all'adorazione di Allah e all'abbandono dell'idolatria.

## Contenuto

### Introduzione alla Rivelazione e alla Fede
Versetti 1-20: La sura inizia con un'affermazione sulla natura divina del Corano come rivelazione di Allah. Si sottolinea che la guida contenuta nel Corano è un segno di misericordia per l'umanità. Viene ribadita l'importanza della fede in Allah e nella vita dopo la morte, e si critica l'incredulità dei politeisti.

### Storie dei Profeti e dei Popoli del Passato
Versetti 21-74: Questa sezione contiene una serie di narrazioni sui profeti precedenti, tra cui Noè, Mosè e Aronne, e le loro lotte contro i rispettivi popoli increduli. Le storie servono a illustrare la costante opposizione dei miscredenti ai messaggeri di Allah e la conseguente punizione divina. Questi racconti esortano i credenti a mantenere la fede e a trarre lezioni dalle esperienze passate.

### Invito alla Fede e alla Riflessione
Versetti 75-103: La sura continua con un invito esplicito alla fede in Allah e a riflettere sui segni della creazione come prove della Sua esistenza e potere. Si enfatizza l'importanza di abbandonare l'idolatria e di adorare Allah, l'unico vero Dio. Viene ribadito che il successo finale appartiene ai credenti sinceri.

#### Storia del Profeta Giona
Versetto 98: Viene menzionata la storia del profeta Giona, che fu inviato al popolo di Ninive. Questa storia è significativa perché il popolo di Giona è l'unico caso menzionato nel Corano in cui un'intera comunità si pente e accetta la fede, ottenendo così il perdono divino e scampando alla punizione.

### Monito e Consolazione per il Profeta Maometto
Versetti 104-109: La sura conclude con un monito rivolto ai miscredenti e una consolazione per il Profeta Maometto. Viene ribadita la missione del Profeta come portatore del messaggio divino e viene esortato a rimanere fermo nella sua fede e nella sua missione, nonostante l'opposizione e le difficoltà. La sura termina con un invito alla pazienza e alla fiducia in Allah.

## Analisi
La Sura Yunus è significativa per la sua enfasi sulla fede in Allah e sulla natura divina del Corano. Le storie dei profeti precedenti servono a educare e ispirare i credenti, mostrando l'importanza della perseveranza nella fede e della fiducia in Allah. La menzione del profeta Giona e del pentimento del suo popolo offre un potente esempio di misericordia divina, incoraggiando i credenti a non perdere mai la speranza nel perdono di Allah.
Inoltre, la sura fornisce consolazione al Profeta Maometto e ai primi musulmani, rafforzando la loro determinazione a diffondere il messaggio divino nonostante le difficoltà. La Sura Yunus, quindi, funge da guida spirituale e morale, offrendo insegnamenti su fede, pentimento, e perseveranza, e sottolineando l'importanza della rivelazione divina come mezzo per ottenere la salvezza.